# دمیر گوکگل
دمیر گوکگل (انگلیسی: Demir Gökgöl؛ ۱۵ ژوئیه ۱۹۳۷ – ۲۲ مارس ۲۰۱۲) هنرپیشه، و بازیگر سینما ترک‌تبار اهل آلمان بود.
از فیلم‌ها یا برنامه‌های تلویزیونی که وی در آن نقش داشته‌است می‌توان به در مقابل دیوار اشاره کرد.